# Chiesa della Madonna delle Nevi (Torrita di Siena)
La chiesa della Madonna delle Nevi si trova a Torrita di Siena.

## Descrizione
La chiesa racchiude un tabernacolo caro alla devozione locale.
La facciata è preceduta da una loggia in laterizi: su di una scalea in travertino si imposta l'elegante serliana con colonne in pietra serena.
All'interno sono gli affreschi cinquecenteschi di Girolamo di Benvenuto: sulla parete in alto, l'Annunciazione; subito sopra è il Padre Eterno che invia a Maria lo Spirito Santo; sui due lati sottostanti, a sinistra i Santi Costanzo e Sebastiano, a destra i Santi Flora e Rocco; sulla lunetta della scarsella l'Assunzione della Vergine e San Tommaso apostolo che riceve la cintola; nel sottarco è il Salvatore con ai lati Patriarchi e Profeti del Vecchio Testamento; nei piedritti a sinistra i Santi Pietro e Paolo, a destra le Sante Flora e Lucilla.